# ハイズオン医療技術大学
ハイズオン医療技術大学（ハイズオンいりょうぎじゅつだいがく、英語名：Hai Duong Medical Technical University、ベトナム語：Trường Đại học Kỹ thuật Y tế Hải Dương）は、ベトナム、ハイフォン市にある医療総合技術系大学であり、ベトナム保健省の管轄による国立大学。

## 概要
1960年に創立されたハイズオン医師助手学校（Haiduong Assistant Physical School）を母体とする。2007年7月ハイズオン医療技術大学として設立された。2008年に大学院リハビリテーション学研究科修士課程、2009年に大学院看護学研究科修士課程設置認可。

## 学部[2]
医学部（学年定員120人）
　内科、外科、産科、小児科、総合診療科、口腔外科、麻酔科
看護学部（学年定員200人）
　基礎看護、麻酔・救命救急看護、歯科看護、助産
リハビリテーション学部（学年定員120人）
　理学療法学科、作業療法学科、言語療法学科
診療放射線・画像診断学部（学年定員120人）
臨床検査学部（学年定員140人）
　血液、微生物学・寄生虫学、生化学、免疫学、細胞検査学
基礎医学教室
　解剖学・病理解剖学・生体組織学、生理学・病理生理学・免疫学、薬理学
予防医学・公衆衛生学教室
政治・体育・防衛学教室
外国語学教室
自然科学教室

## 大学院　修士課程
看護学研究科　（学年定員30人）
リハビリテーション学研究科　（学年定員30人）

## 病院
100床の病床を備える総合病院。

診療部門：
- 検診部
- 総合内科・救急
- 総合外科：
- 専門診療部（耳鼻咽喉科、眼科、皮膚科など）
- 歯科・顎顔面外科
- リハビリテーション
- 麻酔
- 看護
- 薬学
- 消化器

臨床検査：
- 検査
- 放射線診断
- 薬学
- 感染管理

## 研究所
社会医療研修所
臨床医学研究所

## 対外関係

### 日本における協定校
- 国立看護大学校　　　　　　　　　2011年から 国立看護大学校の4年次の「国際看護学実習Ⅱ」の履修生を受け入れている[3]。
- 東京都立大学健康福祉学部
- 人間総合科学大学
- 新潟医療福祉大学